# Мара Селвини Палацоли
Мара Селвини Палацоли (итал. Mara Selvini Palazzoli; 15. август 1916 — 21. јун 1999) је била италијански психијатар и оснивач системског и конструктивистичког приступа породичној терапији 1971. године са Ђанфранком Чекином, Луиђијем Босколом и Ђулијаном Пратом. Различито су их називали Милански тим или Милански сарадници, радили су са озбиљним психијатријским поремећајима у породицама са анорексијом нервозе и члановима шизофреније. Њен рад на анорексији нервози је привукао велику пажњу изван породичне терапије и писала је о историјским, друштвеним и културним аспектима анорексије у својим књигама Self-Starvation и Transcultural Psychiatry.

## Милански приступ
Милански приступ је подразумевао пажњу на све, почевши од језика па тако нису се односили на шизофренију као на дијагнозу, већ на „породице у шизофреничној трансакцији” што је створило снажну кохерентност између начина на који се породични проблеми замишљају, теорије њиховог порекла и начина на који се мењају. Овај системски приступ је заснован на теорији кибернетике америчког антрополога Грегорија Бејтсона, раду Института за ментална истраживања у Пало Алту и Pragmatics of Human Communication Пола Вацлавика. Селвини Палацоли је проширила свој системски модел кроз консултације са већим системима као што су школски систем, болничко педијатријско одељење, институт за обуку наставника и велика корпорација о чему је извештавао нови тим психолога у The Hidden Games of Organizations 1986. Од њеног раног рада на самоизгладњивању до стварања миланског модела системске породичне терапије и уз њене консултације о већим системима, рад Селвини Палацоли се сматра теоријски револуционарним и значајним у свом утицају на клинички и институционални начин. Њен син, психолог Матео Селвини, је прикупио њене радове и изборе из њених књига у The Work of Mara Selvini Palazzoli 1988.

## Радови
- Self-Starvation: From Individual to Family Therapy in the Treatment of Anorexia Nervosa (1978)  0876687575
- Paradox and Counterparadox: A New Model in the Therapy of the Family in Schizophrenic Transaction (1978)  0876687648
- The Hidden Games of Organizations (1986)  0-394-54315-7
- The Work of Mara Selvini Palazzoli (Edited by Matteo Selvini, 1988)  0876689497
- Family Games: General Models of Psychotic Processes in the Family (1989)  0393700704